# 7106 Kondakov
A 7106 Kondakov (ideiglenes jelöléssel 1978 PM3) a Naprendszer kisbolygóövében található aszteroida. Nyikolaj Sztyepanovics Csernih fedezte fel 1978. augusztus 8-án.